# Наслеђивање везано за X хромозом
Особине/болести које детерминише ген смештен на Х хромозому се наслеђују везано за тај хромозом. 
У зависности од тога да ли је мутирани ген, који детерминише обољење, рецесиван или доминантан разликују се:
- рецесивно и
- доминантно наслеђивање везано за X хромозом.

## Рецесивно наслеђивање везано за X хромозом
Обољење, које изазива рецесиван мутирани алел смештен на X хромозому, испољиће се када се тај алел нађе у:
- хомозиготном стању код жена или
- хомозиготном стању код мушкараца.

Гени на X хромозому мушкарца су у хемизиготном стању јер на Y хромозому не постоје одговарајући алели, односно гени на X хромозому мушкарца нису у пару, као код жене, већ су појединачни. Због тога мушкарци чешће обољевају од жена од болести узрокованих рецесивном мутацијом на X хромозому. Жене поред мутираног најчешће садрже и нормалан алел па се болест код њих испољава само када су на оба X хромзома мутирани алели, што је веома ретко. 

### Правила наслеђивања
Оболели мушкарац има генотип означен са X*Y, где је X* хромозом који носи рецесивну мутацију, а здрав мушкарац је без мутације на X хромозому (генотип XY). 
Оболела жена је генотипа X*X*, а здрава жена је хомозигот (XX) или хетерозиготни преносилац (X*X). 
Основна правила овог наслеђивања могу се објаснити на неколико примера укрштања. 
- Пр.1 – Брак оболеле жене и здравог мушкарца резултоваће свим оболелим синовима и свим здравим кћеркама које су хетерозиготни преносиоци (имају један очев X и један мајчин X* хромозом) :

- Пр.2 – Брак између здраве жене и болесног мушкарца – сва су деца здрава при чему су кћерке хетерозиготни преносиоци :

- Пр.3 – Брак између здраве мајке која је хетерозиготни преносилац и болесног мушкарца –јављају се оболела и здрава деца у односу 1:1; од тога је међу кћеркама однос 1 : 1 (здраве : оболеле), а исто важи и за синове:

Из ових наведених примера може се закључити да :
- синови од оца не могу наследити обољење условљено рецесивном мутацијом гена на X хромозому, зато што од оца добијају Y хромозом;
- болесна мајка своје X* хромозоме са рецесивном мутацијом, предаје како кћерима тако и синовима при чему синови обољевају, а кћерке не јер имају још један X хромозом са нормалним геном;
- да би женско дете оболело потребно је да оба родитеља имају X хромозом са мутацијом.

### Болести условљене рецесивним геном на X хромозому
Болести које се овако наслеђују, а најчешће се јављају у хуманој популацији, су:
- хемофилија А и Б су болести код којих недостатак неког од фактора коагулације доводи до неспособности згрушавања крви;
- далтонизам је слепило за боје; разликују се два основна типа далтонизма : **тотални код кога се не запажа ниједна боја, види се само црно и бело у различитим јачинама;
  - делимични код кога се не уочава једна боја (зелена, црвена или плава).

Оба обољења се са много већом учесталошћу јављају код мушкараца него код жена.

### Феноменлајонизације
У клиничкој пракси је познато неколико случајева да су хетерозиготне жене за ген за хемофилију имале фенотип као оболеле особе. С обзиром да се ради о рецесивном алелу то је на први поглед изгледало немогуће. Међутим, утврђено је да такве жене у већини својих ћелија имају неактиван X хромозом, Барово тело, који носи нормалан алел (X) па је онда код њих дошао до изражаја рецесиван мутирани алел (X*) што је условило појаву хемофилије. Феномен је добио назив по научници Мери Лајон (1961).

## Доминантно наслеђивање везано за X хромозом
Доминантне мутације на X хромозому су ретке. Жене од ових болести обољевају два пута чешће (имају два X хромозома) од мушкараца.
Хетерозиготне жене имају фенотип који варира од болесног до нормалног у зависности од инактивације X хромозома. Хомозиготна мајка (X*X*) предаје свој X* хромозом са доминантном мутацијом свим потомцима(види слику 1). Хетерозиготна мајка (X*X)половини својих потомака(види слику 2). Оболели отац (X*Y) даје свој X* хромозом само кћеркама (види слику 3).	
|  |  |  |

Болести изазване доминантном мутацијом на X хромозому су много ређе од оних које изазива рецесивна мутација. Једно од таквих обољења је хипофосфатемија (облик рахитиса).